# Miloslav Rechcígl starší
Miloslav Rechcígl (13. května 1904 Chocnějovice – 27. května 1973 Washington, D.C.) byl československý politik a meziválečný poslanec Národního shromáždění za Republikánskou stranu zemědělského a malorolnického lidu (agrárníky).

## Biografie
Absolvoval obchodní akademii v Praze a převzal rodinný statek v Chocnějovicích. Byl aktivní v profesních organizacích sdružujících mlynáře. Profesí byl dle údajů z roku 1935 rolníkem a mlynářem v Chocnějovicích.
V parlamentních volbách v roce 1935 získal poslanecké křeslo v Národním shromáždění. Poslanecký post si oficiálně podržel do zrušení parlamentu roku 1939, přičemž v prosinci 1938 ještě přestoupil do poslaneckého klubu nově ustavené Strany národní jednoty.
Během druhé světové války se zapojil do odbojové činnosti. V roce 1948 emigroval na Západ (nejprve západní Německo, pak Paříž). Stal se členem výkonného výboru Rady svobodného Československa. Usadil se v USA. Později se zapojil do činnosti rozhlasové stanice Svobodná Evropa, kde se specializoval na zemědělskou tematiku. Jeho syn Miloslav Rechcigl je vědcem.